# Balarampur (24 Pargana Sud)
Balarampur è una suddivisione dell'India, classificata come census town, di 4.710 abitanti, situata nel distretto dei 24 Pargana Sud, nello stato federato del Bengala Occidentale. In base al numero di abitanti la città rientra nella classe VI (meno di 5.000 persone).

## Geografia fisica
La città è situata a 22° 28' 13 N e 88° 13' 30 E.

## Società

### Evoluzione demografica
Al censimento del 2001 la popolazione di Balarampur assommava a 4.710 persone, delle quali 2.408 maschi e 2.302 femmine. I bambini di età inferiore o uguale ai sei anni assommavano a 605, dei quali 332 maschi e 273 femmine. Infine, coloro che erano in grado di saper almeno leggere e scrivere erano 2.991, dei quali 1.665 maschi e 1.326 femmine.